# Velatida
Velatida (лат.) — отряд беспозвоночных из класса морские звёзды (Asteroidea) типа иглокожие (Echinodermata). Эти морские звезды обычно имеют толстые тела с большими дисками.

## Описание и характеристики
Отряд содержит в основном глубоководные или холодолюбивые морские звезды, часто имеющие широкое распространение (иногда глобальное). Они имеют пятиугольную или звездообразную форму, лучей от 5 до 15. Их скелет развит слабо, что придает им большую гибкость, а многочисленные сосочки на аборальной поверхности позволяют им дышать в бедных кислородом водах. Их педицеллярии часто снабжены шипами. Самыми маленькими являются Caymanostellidae (от 0,5 до 3 см), а самыми крупными Pterasteridae (до 30 см).

## Классификация
В отряде 4 современных и одно вымершее семейство:
- Caymanostellidae Belyaev, 1974
- Korethrasteridae Danielssen & Koren, 1884
- Myxasteridae Perrier, 1885
- Pterasteridae Perrier, 1875
- † Tropidasteridae Wright, 1880

## Фото

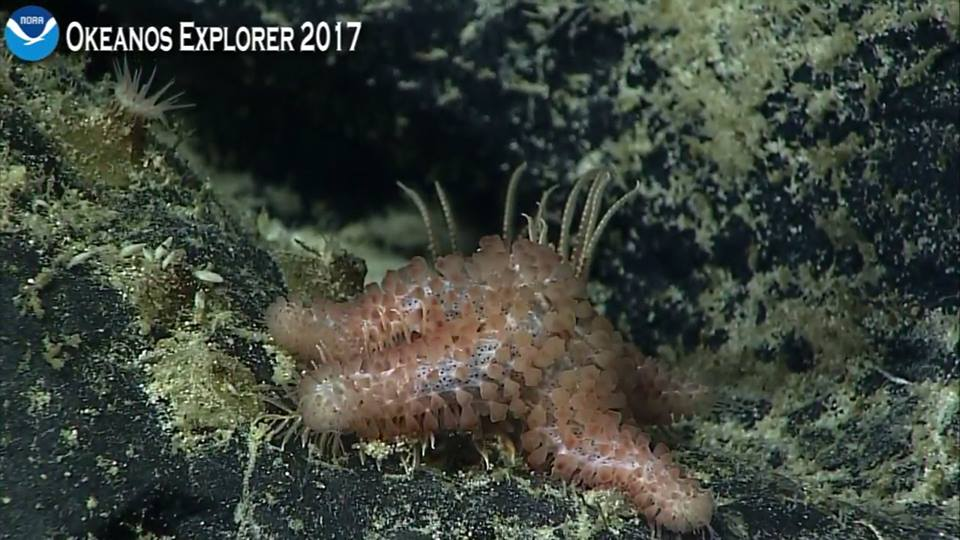
Peribolaster sp., Korethrasteridae
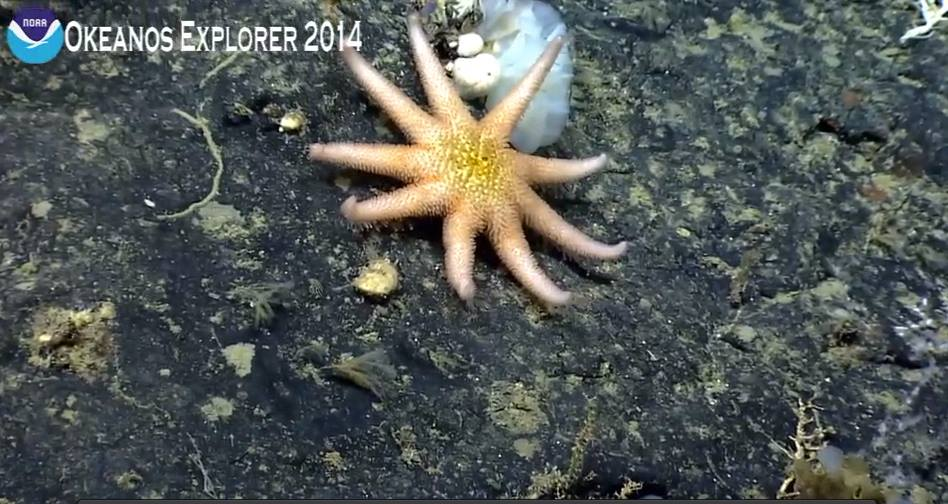
Myxaster sp., Myxasteridae
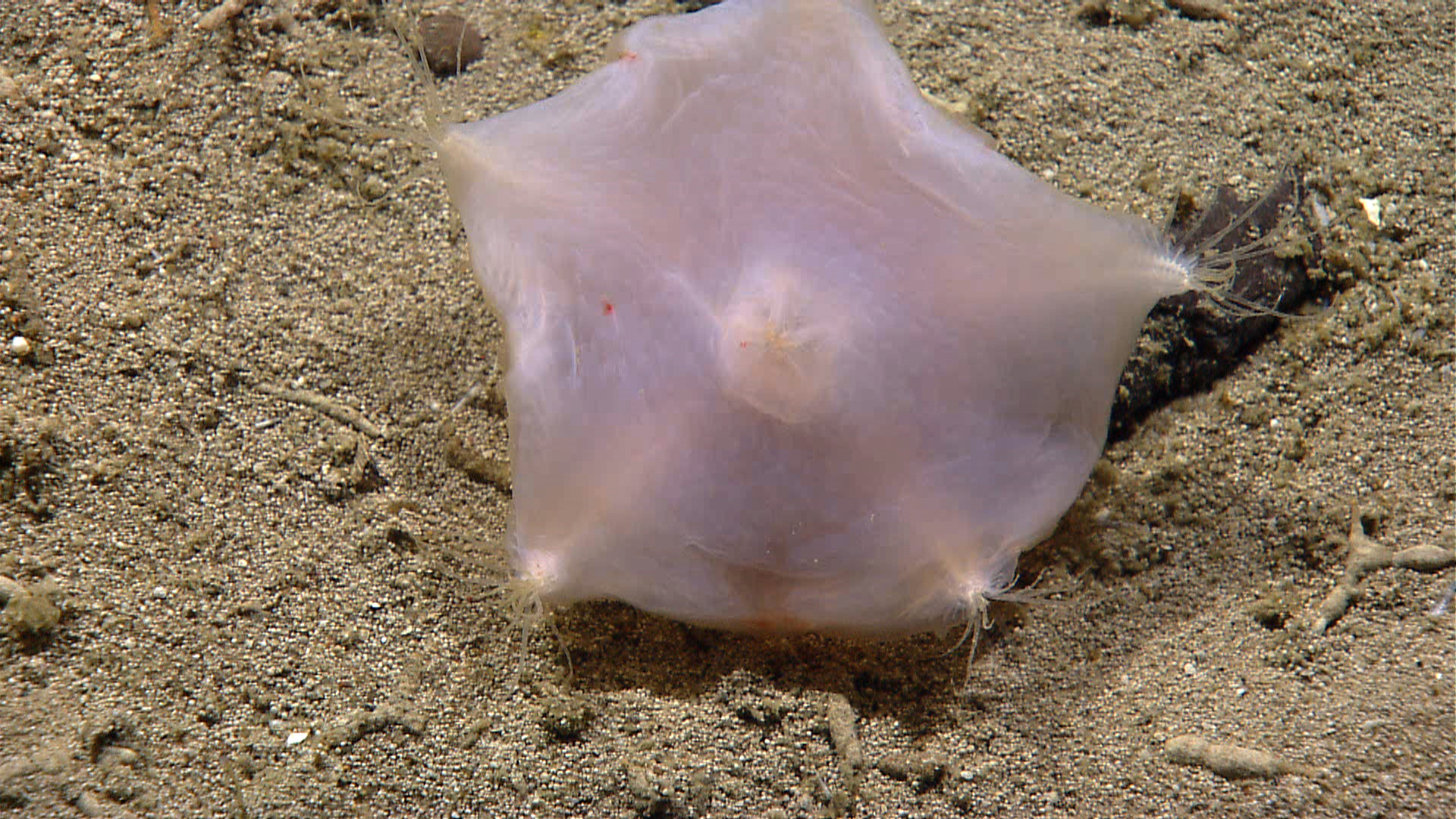
Hymenaster sp., Pterasteridae